# Torsie (geneeskunde)
Met een torsie of torsio (van het Latijnse torquere) wordt in de geneeskunde een draaiing in de lengteas, de draaiing van een steel of een kanaal of de draaiing van een orgaan om een steel bedoeld. De bekendste torsie is de torsio testis, een mogelijk erg pijnlijke aandoening waarbij de bloedtoevoer naar de testis onderbroken is doordat de zaadleider enkele malen gedraaid is. Deze aandoening is enkel chirurgisch te verhelpen indien ze tijdig wordt uitgevoerd: de ingreep moet ten laatste 4 tot 6 uur na de torsie gebeuren, anders heeft een ingreep geen zin meer en is de zaadbal verloren gegaan vanwege een tekort aan bloed. Het begrip torsie wordt ook gebruikt bij onder andere torsio ovarii, waarbij een vergrote eierstok draait om zijn aanhechtingssteel, en torsio uteri, een asdraaiing van de baarmoeder.